# El kiosko (película)
 El kiosko  es una película argentina de 2019 escrita y dirigida por Pablo Gonzalo Pérez y protagonizada por Pablo Echarri, Roly Serrano, Georgina Barbarossa y Mario Alarcón. Se trata del primer largometraje de este director.

## Sinopsis
Harto de su empleo un oficinista decidido a cambiar de vida acepta renunciar a cambio de una compensación; con ella más lo que obtiene hipotecando su casa compra el kiosko de barrio al que iba en su niñez, pero luego surgen problemas.

## Reparto
Intervinieron en el filme los siguientes intérpretes:
- Pablo Echarri ... Mariano Roly
- Roly Serrano ... Charlie
- Georgina Barbarossa ... Elvira
- Mario Alarcón ...	Don Irriaga
- Sandra Criolani	...	Ana
- Martín Rocco	...	Proveedor
- Rubén Pérez Borau	...	Félix
- Olivia Gucken	...	Belén

## Producción
La idea surgió en 2001 a partir de una anécdota de un compañero del director Pablo Gonzalo Pérez, quien compró un kiosko poco antes de quedarse sin clientela al cerrar la calle. A partir de ahí, Pablo creó un cuento de 30 páginas que retomaría como un guion preeliminar en 2011. En octubre de 2018, la producción recibió un subsidio de 2.291.799,38 pesos de parte del INCAA.

## Críticas
Gaspar Zimerman en Clarín escribió:

”La actualidad del punto de partida está acompañada por algunos personajes de una porteñidad palpable… Pero hasta ahí llegan los méritos de El kiosco, que por su tono y realización termina acercándose a un flojo programa televisivo de los ‘80: escenas dramáticas poco logradas se alternan con sketches humorísticos más vencidos que golosina agusanada.

Horacio Bernades opinó en Página 12:

”Habría que ver qué se entiende por costumbrismo… Si lo que se pone en juego es… la mera topografía barrial, la condición loser de sus seres de clase media-baja y el peso que la nostalgia adquiere en este universo inconfundiblemente porteño, entonces en cierta medida podría serlo. Pero sólo en cierta medida. …De neocostumbrismo seco podría calificarse El kiosco, si se desea. Dentro del cotidianismo en el que se mueve la película…hay males que, por suerte, no hacen su aparición. El chirriante grotesco es remplazado en ocasiones por algunos toques de absurdo que funcionan. La teatralidad de las actuaciones que caracteriza al costumbrismo se trueca aquí en una bienvenida sobriedad general…El plano final, una extemporánea referencia a Nuestra Señora de los Milagros, sugiere que sólo una intervención divina salvará al pobre Mariano. Una suerte de deus ex macchina indirecto, que toma al espectador por asalto.

Ezequiel Boetti de Otros Cines: 

"El kiosco mixtura humor, algunas pizcas de emotividad y el drama ante la situación de su protagonista. Con algunas ideas interesantes y algunos chistes eficaces, el relato se resiente cuando aborda subtramas no del todo desarrolladas y adquiere aires de artificio deliberado que alejan la posibilidad de empatizar con Mariano. Así, el resultado es un film honesto pero irregular.